# شاهجهانپور
شاهجهانپور (به لاتین: Shajahanpur) یک منطقهٔ مسکونی در بنگلادش است که در ناحیه بوگرا واقع شده‌است. شاهجهانپور ۲۲۱٫۶۹ کیلومتر مربع مساحت و ۲۸۹٬۸۰۴ نفر جمعیت دارد.